# Лизогуб, Андрей Иванович
Андре́й Ива́нович Лизогу́б (укр. Андрі́й Іва́нович Лизогу́б; 16 июня 1804б с. Бурковка, Черниговская губерния — 30 мая 1865, Ницца) — малороссийский помещик местечка Седнев Черниговского уезда. Большой поклонник искусства, художник-любитель. Друг украинского поэта и художника Тараса Шевченко.

## Биография
Происходил из дворян Черниговской губернии. Потомок казацкой старшины. Сын Ивана Лизогуба. Брат генерал-майора, участника наполеоновских войн, пианиста и композитора Александра и музыканта Ильи Лизогубов. Отец народника Дмитрия Лизогуба и общественного, политического и государственного деятеля Фёдора Лизогуба.
Окончил курс в Женевском университете, был членом губернского комитета по освобождению крестьян. Знаток литературы и искусства, прилично музицировал и рисовал, слыл украинофильствующим либералом.
Андрей Лизогуб и Тарас Шевченко познакомились в феврале 1846, когда поэт путешествовал по Черниговщине по заданию Археографической комиссии.
Вместе со своим братом Ильей Андрей Лизогуб морально и материально поддерживал поэта в ссылке, переписывался с ним, посылал бумагу, рисовальные принадлежности, книги и деньги. Впоследствии хранил произведения литературного и изобразительного наследия Т. Шевченко.
В 1846 Шевченко плодотворно работал в художественной мастерской в имении Лизогубов. По воспоминаниям современников, все стены мастерской были исписаны стихами и рисунками. Однако часть произведений Шевченко погибла во время пожара в имении.
В 1846 Тарас Шевченко нарисовал портрет Андрея Лизогуба (бумага, карандаш, 21,3×17), который, несмотря на несколько этюдный характер, поражает художественным совершенством: Шевченко удалось раскрыть характер Андрея Лизогуба — человека спокойного, добродушного и кроткого. Тогда же Тарас Григорьевич выполнил и масляный портрет Ильи Лизогуба.
Нарушив царское запрещение писать и рисовать, Т. Шевченко между 23 июня и 11 декабря 1847 года нарисовал первый автопортрет (бумага, масло, 12,7×9,9, Государственный музей Тараса Шевченко), находясь в Орской крепости, только прибыв туда, и 11 декабря 1847 прислал его А. И. Лизогубу. Это портрет поэта в солдатском мундире и фуражке-бескозырке.
Скончался от чахотки в Ницце, временно был похоронен там же на городском кладбище, позже его прах перезахоронили в Сорочинцах, Миргородского уезда, Полтавской губернии.